# Glattfrüchtiges Goldhaarmoos
Das Glattfrüchtige Goldhaarmoos (Lewinskya striata, Syn.: Orthotrichum striatum) ist eine Laubmoos-Art aus der Familie Orthotrichaceae. Es wurde auch unter dem Synonym Orthotrichum leiocarpum Bruch & Schimp. beschrieben.

## Merkmale

### Sprosse und Blätter
Dieses gewöhnlich nur an Bäumen wachsende Moos bildet mit seinen kräftigen Pflanzen lockere Polster, die 0,5 bis 4,5 Zentimeter hoch werden. Die Stämmchen sind gabelig oder büschelig verzweigt. Die Blätter sind aus der eiförmigen Basis lanzettlich scharf zugespitzt, haben umgerollte Blattränder, sind an der Blattspitze oft etwas gezähnelt und haben eine bis vor die Blattspitze reichende Rippe.

### Blattzellen
Blattzellen haben einfache Papillen, sind im oberen Blattteil rundlich-oval, etwa 10 bis 12 µm groß. Die Zellen des Blattgrundes sind neben der Blattrippe lang-rechteckig bis linear mit buchtigen Zellrändern, zu den Rändern hin sind sie kürzer und eher quadratisch.

### Sporophyt
Die eiförmige bis eilängliche, dünnhäutige, gelbliche Sporenkapsel ist in die Blätter eingesenkt und auch trocken nicht gestreift. Sie hat am Grund phaneropore (nicht eingesenkte) Spaltöffnungen. Die kurze Seta ist bis 0,6 Millimeter lang. Das doppelte Peristom besteht aus den äußeren 16 linealisch-lanzettlichen Einzelzähnen, die dicht papillös und im trockenen Zustand bogig zurückgekrümmt sind, sowie den 16 inneren, gelblichen und papillösen Wimpern. Die weitglockige, gelbliche Kalyptra ist spärlich kurz behaart. Sporen sind stark papillös und 18 bis 28 µm groß. Sporenreife ist etwa im Mai. Das Moos ist monözisch.

## Ökologie, Verbreitung und Gefährdung
Das Moos ist ein Epiphyt und wächst auf der Rinde von Feld- und Waldbäumen, nur selten an Felsen.
In Europa ist es teilweise häufig und kommt vom Flachland bis zur Baumgrenze vor. Die Art reagiert jedoch empfindlich auf Luftverunreinigungen, sodass die Bestände rückläufig sind und auch die Größe der Pflanzen gegenüber früher abgenommen hat. In Deutschland ist die Art als gefährdet eingestuft und in vielen Bundesländern vom Aussterben bedroht.
Außerhalb von Europa gibt es Vorkommen in Pakistan, Kaschmir, dem nordöstlichen China; weiters in Nordafrika, auf den Kanarischen Inseln und im nordwestlichen Nordamerika.